# Oddelek (vojaštvo)
Oddelek, tudi sekcija (angleško Section, Squad) je najmanjša stalna pehotna vojaška enota.
Oddelek vsebuje med 8-10 vojakov in mu poveljuje višji podčastnik (npr. štabni vodnik).
Za potrebe taktičnega bojevanja se oddelek razdeli na 3-4 ognjene ekipe v moči 2-3 vojakov; tako ena ognjena ekipa izvaja ognjeno podporo, druga izvaja (proti)napad in tretja podpira bolj ogroženo strelsko skupino.
| Manjša: Ognjena ekipa | vojaška enota/formacije | Večja: Vod |